# (66819) 1999 UZ16
1999 يو زد 16 (ويعرف أيضًا باسم (66819) 1999 يو زد 16 وفق تسمية الكوكب الصغير) (بالإنجليزية: 1999 UZ16)‏ هو كويكب ضمن حزام الكويكبات؛ وترتيبه 66819 من حيث الاكتشاف.
اكتُشف هذا الجُرم الفلكي بواسطة ماسح السماء كاتالينا في 30 أكتوبر 1999.

## وصلات خارجية
- (66819) 1999 UZ16 في قاعدة بيانات مختبر الدفع النفاث لأجرام النظام الشمسي الصغيرة

- الاكتشاف · مخطط المدار ·  العناصر المدارية · المعلمات المادية

- (66819) 1999 UZ16 على موقع ويكي سكاي: DSS2, SDSS, GALEX, IRAS, Hydrogen α, X-Ray, Astrophoto, Sky Map, Articles and images